# Sechserpack (Fernsehserie)
Sechserpack ist eine Comedy-Reihe, die von 2003 bis 2010 auf dem deutschen Fernsehsender Sat.1 ausgestrahlt wurde. 

## Handlung
In jeder Folge werden dabei mehrere kurze Sketche gezeigt, die sich um ein bestimmtes Thema drehen, beispielsweise Geld oder Urlaub. Die Reihe hat sechs feste Darsteller, drei Männer und drei Frauen, daher der Titel. Bei dem Titel handelt es sich um ein Wortspiel, denn unter einem Sechserpack versteht man umgangssprachlich einen Sechserträger. Die Sendung wurde hauptsächlich in Köln produziert.
Bei den sechs Comedians handelt es sich um Shirin Soraya, Emily Wood, Nina Vorbrodt, Hanno Friedrich, Mirco Reseg und Thomas Maximilian Held.
Dabei wurden in den ersten Folgen häufig gleiche Situationen an das Thema angepasst. Zu diesen Szenen zählten unter anderem ein weiblicher Hauptfeldwebel (Wood), der einen Wehrdienstleistenden (Friedrich)  über das Folgenthema befragt, ein schwuler Türke (Held) und seine über sein Verhalten und seine Vorlieben entsetzte Schwester (Soraya), eine naive Studentin (Vorbrodt), deren männliche Bekanntschaften immer von ihrer Mitbewohnerin Sabine ausgespannt werden, ohne dass sie es merkt, sowie ein klischeehaftes Ruhrpottpaar (Vorbrodt, Reseg), das ein Kreuzworträtsel löst.

## Produktion und Einschaltquoten
| Staffel | Folgen | Sendeplatz        | Zuschauer | Zuschauer       | Marktanteil | Marktanteil     |
| Staffel | Folgen | Sendeplatz        | Gesamt    | 14 bis 49 Jahre | Gesamt      | 14 bis 49 Jahre |
| ------- | ------ | ----------------- | --------- | --------------- | ----------- | --------------- |
| 1       | 13     | Freitag 22:45 Uhr |           |                 |             |                 |
| 2       | 13     | Freitag 22:45 Uhr | 2,08 Mio. | 1,55 Mio.       | 10,4 %      | 16,4 %          |
| 3       | 13     | Freitag 21:45 Uhr | 2,39 Mio. | 1,76 Mio.       | 9,5 %       | 15,8 %          |
| 4       | 13     | Freitag 22:15 Uhr | 2,23 Mio. | 1,58 Mio.       | 8,9 %       | 14,7 %          |
| 5       | 13     | Freitag 22:15 Uhr | 1,92 Mio. | 1,25 Mio.       | 7,8 %       | 12,0 %          |
| 6       | 13     | Freitag 22:15 Uhr | 1,67 Mio. | 1,14 Mio.       | 7,8 %       | 12,1 %          |
| 7       | 13     | Freitag 22:15 Uhr | 1,26 Mio. | 0,89 Mio.       | 6,0 %       | 9,7 %           |